# Diastata eluta
Diastata eluta is een vliegensoort uit de familie van de Diastatidae. De wetenschappelijke naam van de soort is voor het eerst geldig gepubliceerd in 1863 door Loew.